# 2008년 로스앤젤레스 영화 비평가 협회상
제34회 로스앤젤레스 영화 비평가 협회상은 2008년 12월 9일에 열린 시상식이다.

## 수상 및 후보

### 작품상
- 월-E - 앤드류 스탠튼 수상

### 감독상
- 슬럼독 밀리어네어 - 대니 보일 수상

### 남우주연상
- 밀크 - 숀 펜 수상

### 여우주연상
- 해피 고 럭키 - 샐리 호킨스 수상

### 남우조연상
- 다크 나이트 - 히스 레저 수상

### 여우조연상
- 내 남자의 아내도 좋아 - 페넬로페 크루즈 수상

### 각본상
- 해피 고 럭키 - 마이크 리 수상

### 촬영상
- 스틸 라이프 - 유릭와이 수상

### 미술상
- 시네도키, 뉴욕 - 마크 프리드버그 수상

### 음악상
- 슬럼독 밀리어네어 - A.R. 라만 수상

### 외국어영화상
- 스틸 라이프 - 지아장커 수상

### 다큐멘터리상
- 맨 온 와이어 - 제임스 마쉬 수상

### 애니메이션상
- 바시르와 왈츠를 - 아리 폴만 수상

### 독립영화상
- 캐스팅 어 글랜스 - 제임스 베닝 수상

### 신인상
- 헝거 - 스티브 맥퀸 수상